# Дріта (футбольний клуб, Боговіньє)
ФК «Дріта» (мак. КФ Дрита) — північномакедонський футбольний клуб із села Боговинє. Заснований 1950 року. Спершу називався КФ Боговіньє. Пізніше отримав назву «Дріта» (Drita), що в перекладі з албанської означає «Світло».
Виступає в Першій лізі Македонії з сезону 2012/13.

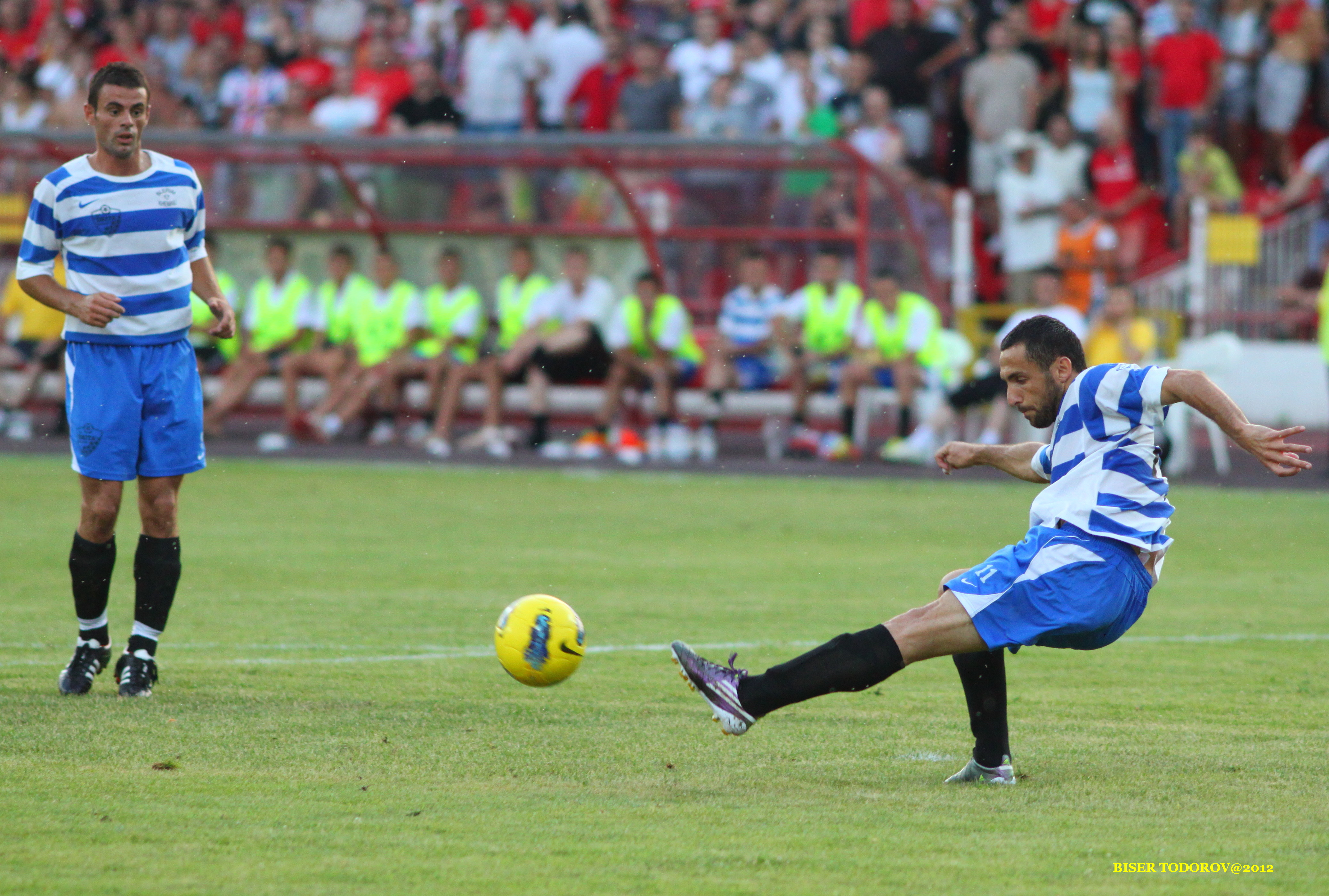

## Досягнення
Друга ліга Македонії:
- Найвище місце 2-е (1): 2011/12

Кубок Македонії:
- Вихід в 1/4 фіналу (2):  2006/07 и 2009/10

## Відомі гравці
- Небі Мустафі